# 大犬座MZ
大犬座MZ（英文：MZ Canis Majoris）是一个位于大犬座的红色长周期变星，光谱类型为M3-III-IIIa，视星等5.886，距离地球约704.7光年。